# CBN Natal
CBN Natal é uma emissora de rádio brasileira sediada em Natal, capital do estado do Rio Grande do Norte. Opera no dial FM, na frequência 91.1 MHz, e é afiliada à CBN. A emissora pertence à Rede Tropical de Comunicação, que controla a TV Tropical, a Mix FM Natal e outras emissoras de rádio no interior do estado. A frequência é originada do dial AM, onde operou entre 1988 e 2016 em AM 1190 kHz.

## História
Por iniciativa do então deputado Theodorico Bezerra, foi inaugurada a Rádio Trairy em 2 de setembro de 1962 e sua inauguração contou com a presença do ex-presidente Juscelino Kubitschek. A emissora estava autorizada para operação na frequência AM 1590 kHz para a cidade de Santa Cruz, mas sua sede, estúdios e equipamentos estavam localizados na capital, onde inicialmente era sediada na praça Presidente
Kennedy, transferindo-se depois para a Cidade Alta e Alecrim. Entre os locutores desta fase estavam Kleber Bezerra, filho do proprietário da
empresa, Gutemberg Marinho, Ivanildo Nunes e Edmilson Braga.
Em 1981, a rádio é vendida ao político e empresário Tarcísio Maia, que viria a alterar o nome da emissora em 21 de setembro de 1984, passando a se chamar Rádio Tropical. A rádio muda-se para o Tirol, onde é montada uma redação de jornalismo. Em 1.º de setembro de 1988, a emissora obtêm autorização para usar a frequência 1190 kHz em Natal. Em  1.º de março de 1996, a Rádio Tropical vira afiliada da CBN e passa a se chamar CBN Natal.
Em 10 de outubro de 2016, a CBN Natal tornou-se a primeira emissora do AM a migrar para o FM na capital, passando a operar em 91.1 MHz.

## Programação local
Segunda à sexta-feira
- 08h30 às 10h - Bom Dia CBN (Jener Tinôco e Roberto Medeiros)
- 10h às 12h - Rede Tropical de Notícias (Margot Ferreira e Franklin Machado)
- 14h às 15h30 - CBN Esporte Natal (Humberto de Souza, Rodrigo Ferreira, Nilton César e Hugo Monte)
- 15h30 às 17h - CBN Em Foco (Salatiel de Souza e Suzy Noronha)

Sábado
- 09h às 10h30 - Médico da Gente (Fernando Suassuna e convidados)
- 10h30 às 12h - Justiça em Questão (João Ferreira, Herval Sampaio e Erick Pereira)
- Futebol Globo/CBN - em dias de jogos dos times potiguares